# نادي كاستييون
نادي كاستييون الرياضي (بالإسبانية: Club Deportivo Castellón)‏ نادي كرة قدم إسباني يلعب في دوري الدرجة الثالثة الإسباني. تم تأسيس النادي في عام 1922.

## روابط خارجية
- CD Castellón